# Claes Grundström

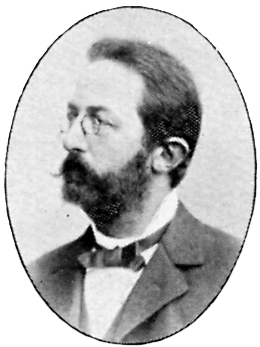
Claes Grundström

Claes Axel Amos Grundström, född 5 december 1844 i Hacksta socken i Uppland, död 2 juni 1925, var en svensk arkitekt och professor.

## Biografi
Grundström studerade i Stockholm vid Kungliga Tekniska högskolan 1864–1866 och vid Konstakademien 1868–1874 samt vistades på studieresor i Tyskland, Frankrike och Italien 1875–1881. Han var arkitekt i Överintendentsämbetet 1875–1884 och var 1883–1912 professor vid Konstakademien. Han blev ledamot av Konstakademien 1883.
Grundström väckte först uppmärksamhet då han framkom med ett motförslag till Helgo Zettervalls projekt av 1875 till restaurering av Uppsala domkyrka. Grundström utgick från synpunkten att det historiskt givna, som utan skada för byggnadens totalverkan kunde bibehållas, också borde bibehållas, men hans åsikt blev ej den segrande. Han ritade flera landskyrkor, uppgjorde förslag till restaurering av kyrkor i Vadstena och Sigtuna samt biskopshuset i Strängnäs. 
Grundström ritade vidare bland annat fasaden till nybyggnaden på Strömsborg i Stockholm (planen ritades av byggherren, byggmästare J. Andersson), en privatbostad på Karlavägen 41 och Vistorps och Årstads kyrkor. Han verkade dock högre grad som lärare än som utövande arkitekt. Han var även akvarellist. 
På ön Vårholma i Stockholms mellanskärgård lät professor Grundström på 1890-talet uppföra en ännu bevarad "Rhenborg" i miniatyr, dekorerad med skulpturer och andra byggnadsdetaljer hämtade från rivningshus i Stockholm. Grundström finns representerad vid bland annat Nationalmuseum i Stockholm  och Norrköpings konstmuseum.

## Bilder av några verk

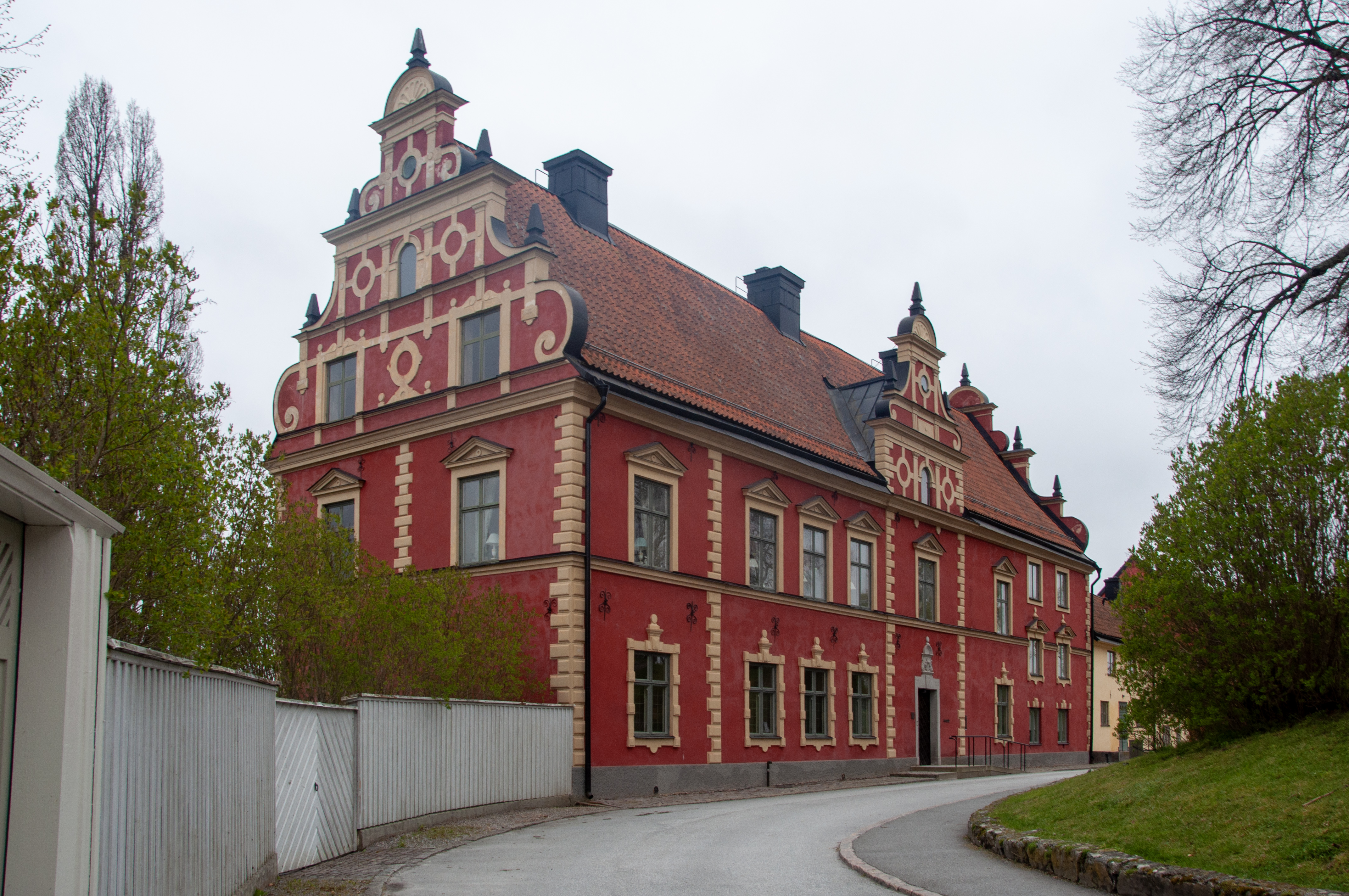
Restaurering av Biskopsgården i Strängnäs
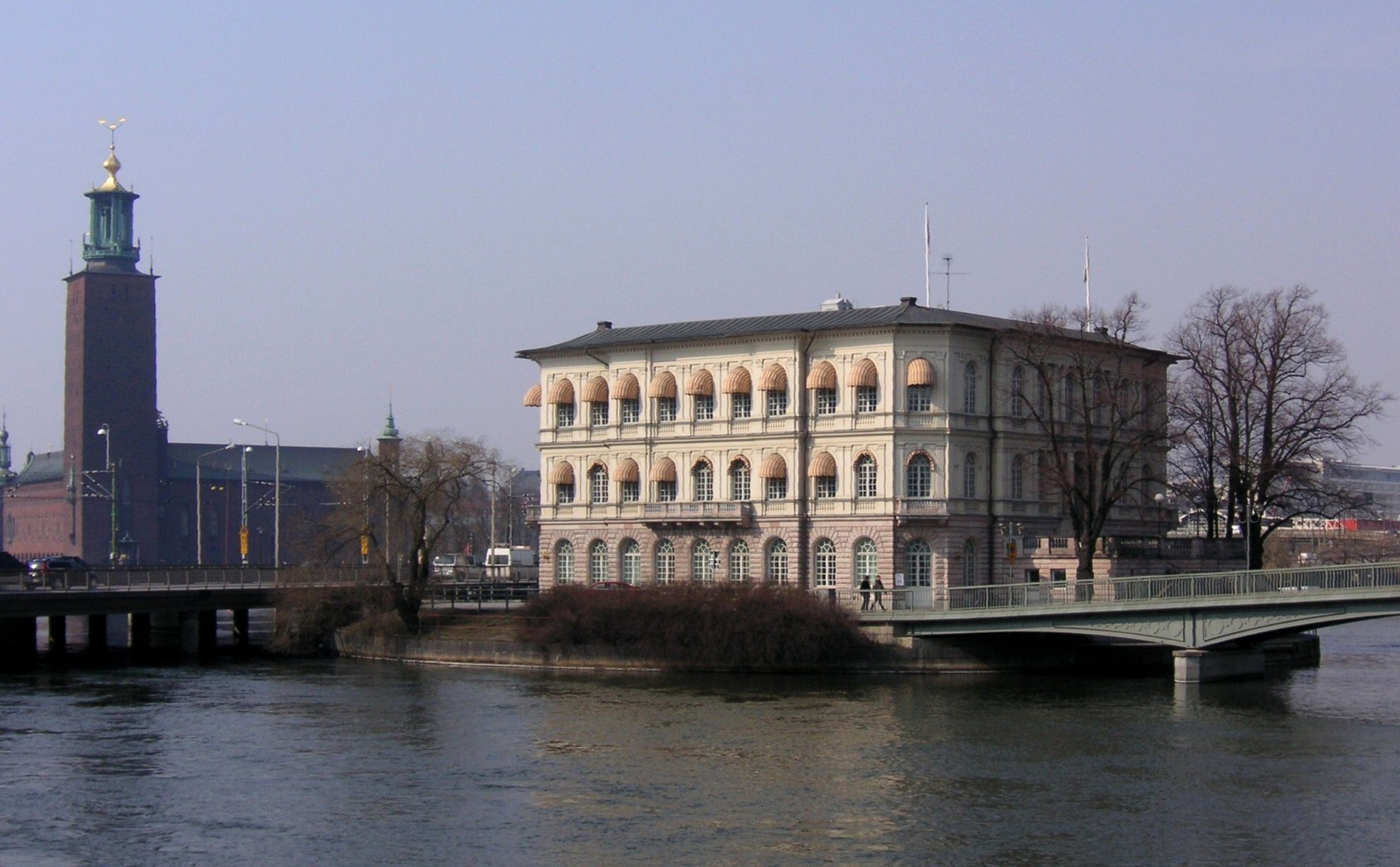
Strömsborg, senare ombyggt av Ragnar Östberg
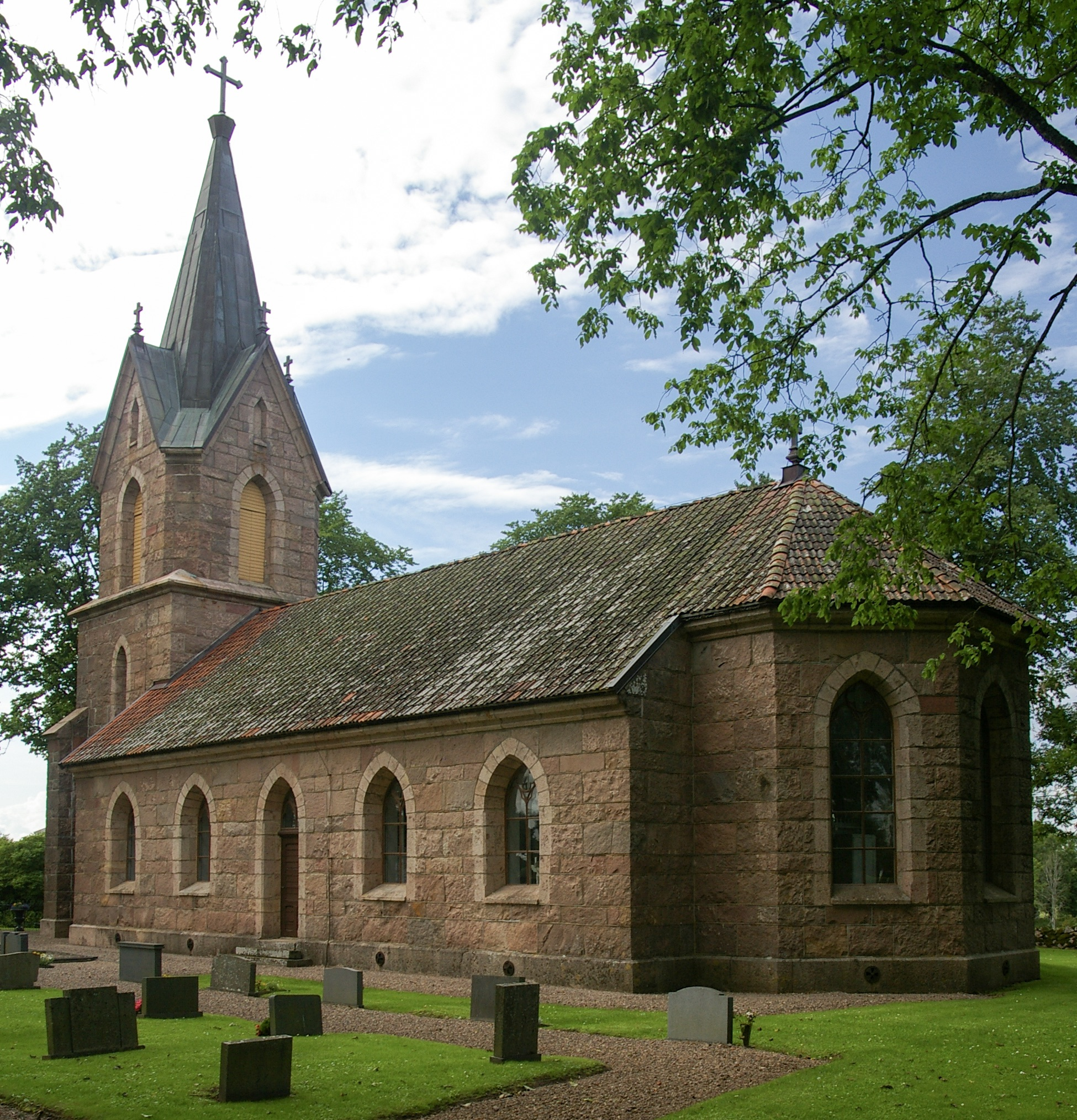
Vistorps kyrka
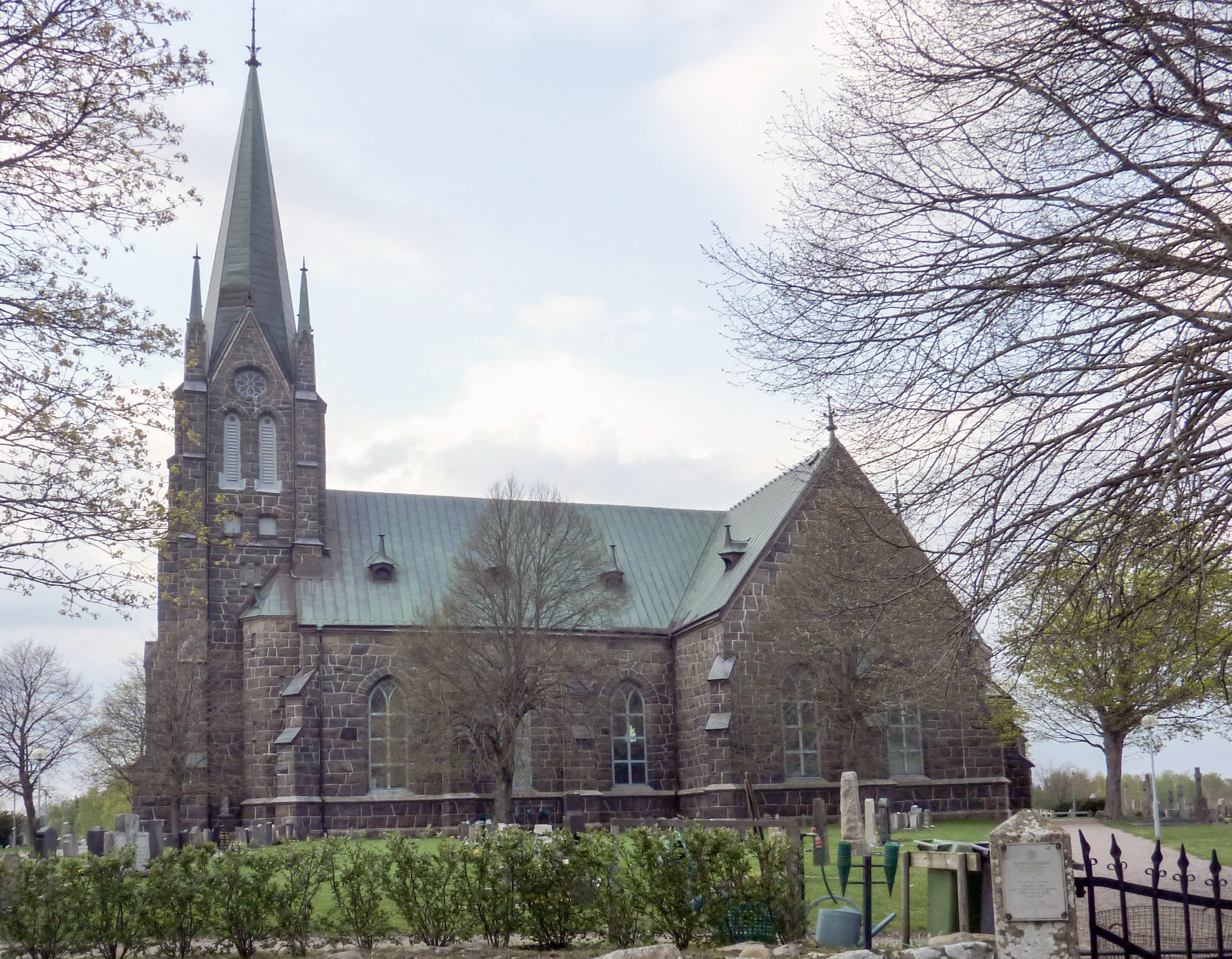
Årstads kyrka
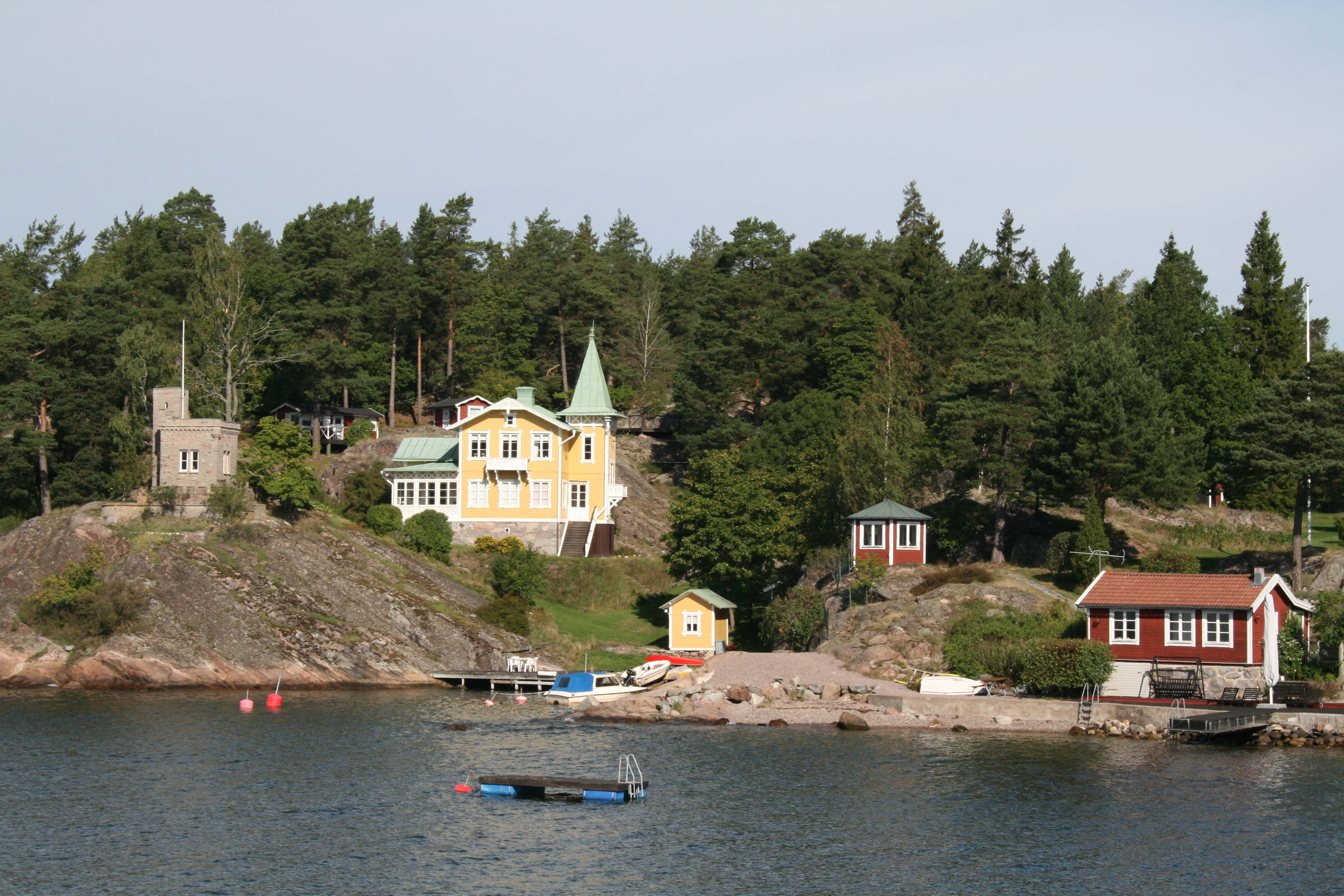
Rhenborg